# Żyła poprzeczna twarzy

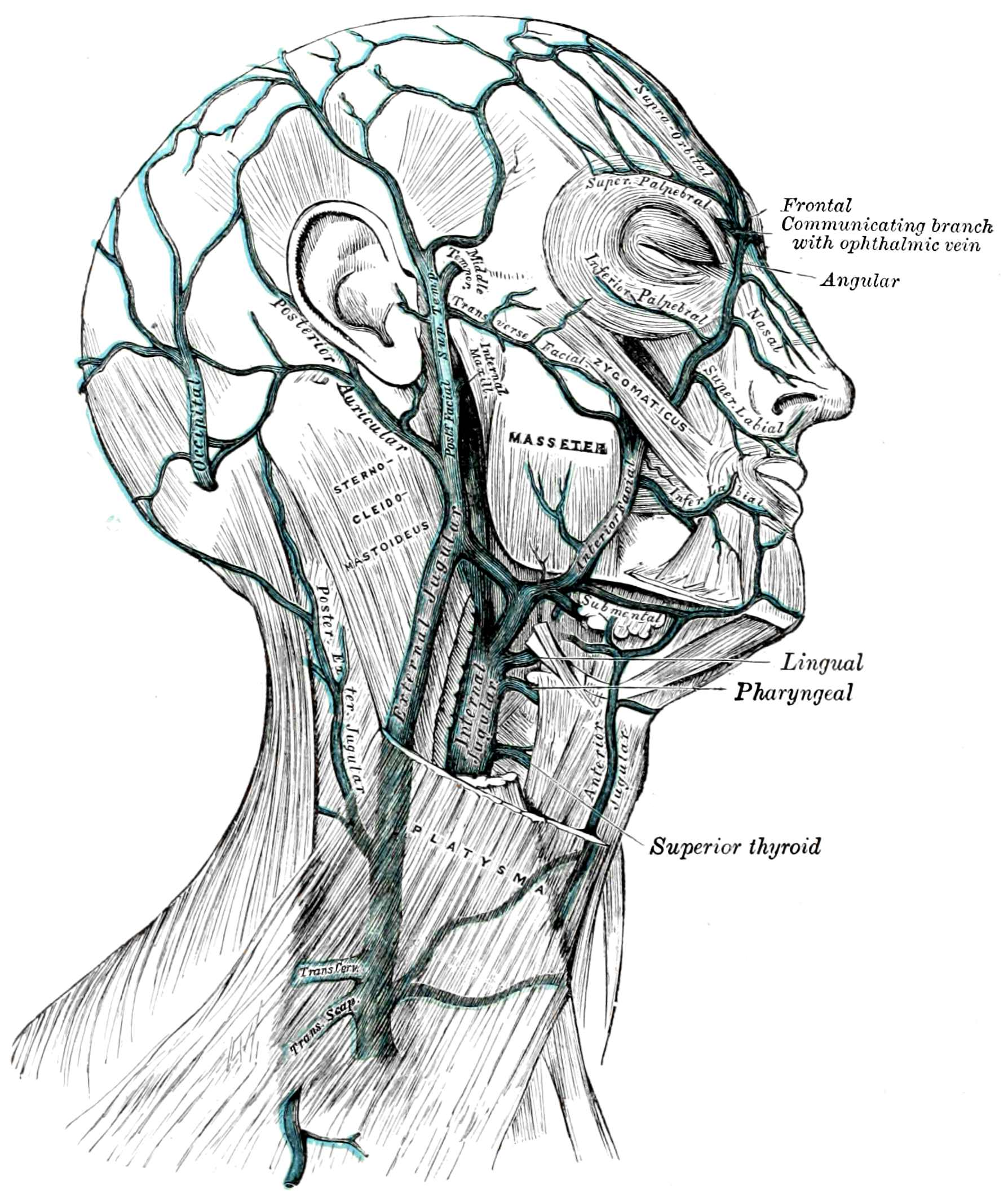
Żyły twarzy i szyi. Żyła poprzeczna twarzy podpisana Transverse Facial.

Żyła poprzeczna twarzy (łac. vena transversa faciei, vena transversa facialis) – w anatomii człowieka naczynie żylne zbierające krew z okolicy policzka. Żyła poprzeczna twarzy powstaje w okolicy policzka i biegnie poziomo do tyłu. Leży na mięśniu żwaczu poniżej łuku jarzmowego i nad przewodem ślinianki przyusznej  i uchodzi do żyły zażuchwowej. W odcinku tylnym żyłę poprzeczną twarzy przykrywa ślinianka przyuszna. Żyła poprzeczna twarzy może być podwójna. Ma zastawki ujściowe. 